# Кет Баллу (фільм)
«Кет Баллу» (англ. Cat Ballou) — американський комедійний вестерн режисера Еліота Сілверстайна.

## Сюжет
На заставці Columbia Pictures Статуя Свободи оживає, перетворюється на рудоволосу дівчину-ковбоя та стріляє з двох рук.
Двоє крикунів — професор Семюел Шейд та Санрайз Кід співають баладу про Кет Баллу.
1894 рік, у містечку Вулф Сіті, штат Вайомінг,  , красуню з диявольським характером Кет Баллу (англ. Cat Ballou), хочуть повісити за вбивство сера Генрі. Вступні титри оформлені у вигляді каталогу, що перегортається старим читачем. До пісні біля камери дівчини приєднується група жінок з табличкою «Там ти знайдеш вічність». Дівчина прикрашає біле плаття й згадує недавні події.
Кетрін, яка щойно стала вчителькою, у супроводі педагога місіс Паркер сідає в поїзд. Там вона знайомиться з п'яним священиком, який уперше скуштував алкоголь. Той погоджується, що Тенісон — гарний поет, але випадково виявляє вкладену в книжці брошуру про пригоди Кіда Шелліна, яку крадькома читала Кет. Вони прощаються, святий отець своїми проповідями напрошується до купе шерифа Еда Кардігана. Священик виявляється грабіжником Джедом, він звільняє свого племінника Клея Буна. Той скидає дядька з поїзда, кличе в купе Кет і починає фліртувати з нею. Він дарує їй свій ланцюжок і годинник, цілує на прощання, називаючись Клеєм Баллу, і зникає.
Крикуни співають про фірму «Сірс і Рубак», за рахунок якої живе Вулф Сіті, і що Кет за свій злочин горітиме в пеклі. Дівчина приїжджає до свого батька Френка на ферму. Він знайомить її з новим помічником — Джексоном Два Ведмедя, індіанцем з племені сіу, і жартує, що індіанці — втрачені діти Ізраїлю. Несподівано на фермі з'являється Тім Строн, найманий убивця, який носить срібний протез носа замість відстріляного у бійці.
У салуні, де виступають Шейд і Кід, Френк виявляє неповагу до шерифа, який не хоче розбиратися в тому, хто отруїв колодязь на фермі з метою виселити сім'ю Баллу. Він також не звертає уваги на погрози Строна. Джексон рекомендує їй найняти Кіда Шелліна, про якого читала в книзі, для захисту. Під час танців дівчина стикається з Джедом та Клеєм. Один із відвідувачів зачіпає Джексона за ознакою кольору шкіри, починається масова бійка, підключаються навіть жінки.
На ферму компанія повертається добряче напідпитку і в піднесеному настрої. Вночі Клей проникає до спальні, та просить його допомогти захистити її та батька. Хлопець також рекомендує їй найняти стрільця. Джед погоджується допомогти Кет.
У містечко в багажному відділенні екіпажу прибуває п'яний устільник Кід Шеллін. Кет та Джексон забирає його на ферму. На фермі Френк дізнається, що той пропив усі 50 доларів, надісланих дочкою. Кід на демонстрації своїх навичок промахується та просить ковток спиртного. Випивши і розповідаючи про своє минуле — битви з індіанцями, роботу на Буффало Білла, привітному ставленні людей, той влучно розстрілює банку. Дізнавшись від Джексона, що їхній ворог — Тім Строн, той трохи лякається.
Трійця ні на крок не відходить від Френка. Строн, що раптово підстеріг жертву, вбиває фермера і їде в місто. Шериф вигороджує вбивцю, що сидить. Кет не дають застрелити Тіма, вона каже, що вони не побачать її сліз. Шейд та Кід супроводжують повернення на ферму піснею. Залізнична компанія «Wolf City Development» організує похорон Френка, зробив так, щоб фермер, який ніколи не посміхався, зробив це після смерті. Їм натякають, що після поховання їм потрібно залишити місто, Кід погрожує не залишити від нього каменю на камені. Шеллін, що увійшов, пізно розуміє, що його фермер вже мертвий. Під пісню дуету гурт їде в ущелину «Дірка в стіні» в горах Біг-Хорн — лігві бандитів та ізгоїв суспільства.
Компанія заїжджає до салуна, власником якого виявляється Бутч Кессіді (на той момент 26-річного злочинця грає 55-річний актор). Кет пропонує пограбувати потяг, щоб видобути грошей, посилаючись на написаний Шелліном у книзі про власні пригоди план. Інші підтримують пропозицію. Джед відчіплює вагони, Джексон напуває Шелліна випивкою, Кет звільняє Клея, що ховається, в багажному відділенні. Начальник, бажаючи швидше продовжити приймати ванну, просить грабіжників діяти швидше. Квиток відмовляється відкривати сейф, але щойно Шеллін збиває з нього головний убір пострілом, каже комбінацію. Діючи за планом з книги, група поділяється, щоб заплутати сліди та зустрітися в дірці біля стіні. Дует коментує те, що відбувається. За грабіжниками споряджається погоня, яка женеться за Шелліном і Джексоном, що набрався. Кессіді, дізнавшись про пограбування, говорить про англійця Гаррі Персівал, власника Wolf City Developmen, якому він не хоче переходити дорогу. Кет дорікає того боягузтва, незважаючи на те, що в дитинстві з багатьма людьми вимовляли ім'я легендарного грабіжника пошепки. Кет каже Клею, що закохалася в нього. Той каже, що хоче втекти з банди. Джексон пропонує Кет виїхати до Сент-Луїса, та відмовляється. Строн, що з'явився, працює на Персіваля, загрожує Кет, після чого раптово зникає. Шеллін демонструє Джексону майстерність стрілянини, заздалегідь не приклавшись до пляшки. Індіанець обслуговує того при прийнятті ванни, гоління, допомагає з блиском одягнутися. Кід відвідує готель, де співає дует. Кілька разів помилившись номером, він зустрічається з Тімом Строном, вбиває його та забирає штучний ніс. Групі він повідомляє, що той був його братом, з яким він ніколи не ладнав. Джед повідомляє про групу головорізів, найнятих Гаррі Персівалем, що рухається до ущелини. Клей пропонує Кет виїхати, та ображається на те, що той злякався, і тікає. Розгніваний Шеллін дав тому тумаків, наполягаючи, щоб той одружився з дівчиною.
Начальник поїзда, який опинився Гаррі Персівалем, приймає у Кет під виглядом повії Тріксі. Та, погрожуючи пістолетом, змушує ділка підписати папір у тому, що той найняв Тіма Строна для вбивства батька. Персиваль, намагаючись забрати зброю, отримує кулю.
Дія переноситься на сьогодні. Кет виглядає у дзеркало. Жителі злі на неї, оскільки після смерті сера Гаррі було закрито скотобійне підприємство, позбавивши багатьох роботи. Джед у одязі священика веде дівчину на шибеницю. Джексон разом із Шелліном прибуває до міста у суворому костюмі. Останніми словами Баллу виявляються «Давайте покінчимо з цим.» Джед, вдаючи, що читає молитву, перерізає бритвою мотузку, Баллу падає в візок, п'яний Шеллін прикриває втікачів, перекидаючи візок з алкоголем. Фільм закінчується піснею дуету і поцілунком Клея і Кет у екіпажі, що забирається в прерію.

## В ролях
- Джейн Фонду — Кетрін «Кет» Баллу

- Лі Марвін — стрілець-п'яниця Кід Шеллін / найманий вбивця Тім Строн

- Майкл Каллен — Клей Бун

- Дуейн Хікман — бандит Джед

- Джей С. Фліппен — шериф Едд Кардіган

- Артур Ханнікат — Бутч Кессіді

- Нат Кінг Коул — закликала Семюел Шейд

- Стаббі Кей — закликала Санрайз Кід

## Знімальна група
- Виробництво: Columbia Pictures

- Режисер: Еліот Сілверстайн

- Продюсери: Харольд Хехт, Мітч Ліндеман

- Автори сценарію: Рой Ченслор (роман), Уолтер Ньюман, Френк Пірсон

- Оператор: Джек А. Марта

- Композитор: Френк де Вол

## Нагороди
1965 — три премії Берлінського кінофестивалю:
- Лі Марвіну як найкращому акторові

- Уолтер Ньюман і Френк Пірсон — спеціальна згадка за сценарій

- Еліоту Сілверстайну — почесна згадка за найкращий повнометражний фільм для молоді.

1966 — премія «Оскар» Лі Марвін як кращому акторові
1966 — премія BAFTA Лі Марвін як кращого іноземного актора
1966 — премія «Золотий глобус» Лі Марвін як кращому акторові мюзиклу або комедії
Списки Американського інституту кіно:
- 100 найсмішніших фільмів — 50-е місце

- 10 найкращих вестернів — 10-е місце